# Mistrzostwa Świata w Kajakarstwie 1954
4. Mistrzostwa świata w kajakarstwie odbyły się w dniach 24–26 lipca 1954 w Mâcon we Francji.
Rozegrano 13 konkurencji męskich i 2 kobiece. Mężczyźni startowali w kanadyjkach jedynkach (C-1) i dwójkach (C-2) oraz w kajakach jedynkach (K-1), dwójkach (K-2) i czwórkach (K-4), zaś kobiety w kajakach jedynkach i dwójkach. Liczba i rodzaj konkurencji nie zmieniły się od poprzednich mistrzostw.
Pierwsze miejsce w klasyfikacji medalowej wywalczyli reprezentanci Węgier.

## Medaliści

### Mężczyźni

#### Kanadyjki
| Konkurencja: | Złoto:                                    | Rezultat | Srebro:                                | Rezultat | Brąz:                                             | Rezultat |
| C-1 1000 m   | János Parti                               | 5:12,2   | István Hernek                          | 5:19,8   | Jaroslav Poupa                                    | 5:24,2   |
| C-1 10 000 m | Jiří Vokněr                               | 56:50,0  | František Čapek                        | 57:07,8  | István Hernek                                     | 57:53,1  |
| C-2 1000 m   | Austria · Kurt Liebhart · Engelbert Lulla | 4:41,5   | Węgry · István Bodor · József Tuza     | 4:52,1   | Węgry · Ferenc Csonka · Mihály Sasvári            | 4:56,0   |
| C-2 10 000 m | Węgry · Károly Wieland · József Halmay    | 53:14,2  | Węgry · Ferenc Csonka · Mihály Sasvári | 53:15,4  | Czechosłowacja · Jaroslav Sieger · Zdeněk Ziegler | 53:41,9  |

#### Kajaki
| Konkurencja:  | Złoto:                                                                    | Rezultat | Srebro:                                                                       | Rezultat | Brąz:                                                                            | Rezultat |
| K-1 500 m     | Gert Fredriksson                                                          | 1:59,2   | Meinrad Miltenberger                                                          | 2:00,3   | Mircea Anastasescu                                                               | 2:01,2   |
| K-1 1000 m    | Gert Fredriksson                                                          | 4:23,5   | Louis Gantois                                                                 | 4:27,6   | Ferenc Hatlaczky                                                                 | 4:28,8   |
| K-1 10 000 m  | Ferenc Hatlaczky                                                          | 48:14,4  | Miloš Pech                                                                    | 48:20,1  | Harald Eriksen                                                                   | 48:29,4  |
| K-1 4 × 500 m | Szwecja · Lars Glassér · Carl-Åke Ljung · Bert Nilsson · Gert Fredriksson | 8:33,2   | Węgry · Ervin Szörenyi · András Sován · Ferenc Wagner · Ferenc Hatlaczky      | 8:34,4   | Austria · Max Raub · Herbert Wiedermann · Alfred Schmidtberger · Hermann Salzner | 8:36,9   |
| K-2 500 m     | RFN · Ernst Steinhauer · Meinrad Miltenberger                             | 1:54,7   | Szwecja · Bengt Linfors · Valter Wredberg                                     | 1:55,5   | Węgry · Ferenc Wagner · András Sován                                             | 1:55,6   |
| K-2 1000 m    | Węgry · István Mészáros · György Mészáros                                 | 3:46,0   | RFN · Michel Scheuer · Gustav Schmidt                                         | 3:46,2   | RFN · Helmut Noller · Günter Krämer                                              | 3:46,4   |
| K-2 10 000 m  | Austria · Max Raub · Herbert Wiedermann                                   | 43:32,7  | Szwecja · Sigvard Johansson · Rolf Fjellmann                                  | 44:00.2  | RFN · Ernst Steinhauer · Theodor Kleine                                          | 44:06,4  |
| K-4 1000 m    | Węgry · Imre Vagyóczki · László Kovács · László Nagy · Zoltán Szigeti     | 3:28,0   | Szwecja · Einar Pihl · Ebbe Frick · Ragnar Heurlin · Stig Andersson           | 3:29,3   | Francja · Maurice Graffen · Marcel Renaud · Louis Gantois · Robert Enteric       | 3:29,4   |
| K-4 10 000 m  | Szwecja · Einar Pihl · Ebbe Frick · Ragnar Heurlin · Stig Andersson       | 38:51,0  | Szwecja · Hans Wetterström · Carl Sundin · Sigvard Johansson · Rolf Fjellmann | 39:06,8  | Węgry · János Urányi · István Mészáros · György Mészáros · Ferenc Varga          | 39:31,4  |

### Kobiety

#### Kajaki
| Konkurencja: | Złoto:                                | Rezultat | Srebro:                                     | Rezultat | Brąz:                             | Rezultat |
| K-1 500 m    | Therese Zenz                          | 2:28,7   | Fritzi Schwingl                             | 2:28,8   | Tove Nielsen                      | 2:29,2   |
| K-2 500 m    | Węgry · Hilda Pinter · Klára Bánfalvi | 2:07,1   | Węgry · Valéria Lieszkovszky · Vilma Egresi | 2:07,5   | RFN · Lisa Schwarz · Gisela Amail | 2:07,6   |

## Klasyfikacja medalowa
| Miejsce | Państwo           | Złoto | Srebro | Brąz | Razem |
| ------- | ----------------- | ----- | ------ | ---- | ----- |
| 1       | Węgry             | 6     | 5      | 5    | 16    |
| 2       | Szwecja           | 4     | 4      | 0    | 8     |
| 3       | Austria           | 2     | 1      | 1    | 4     |
| 4       | RFN               | 1     | 2      | 3    | 6     |
| 5       | Czechosłowacja    | 1     | 2      | 2    | 5     |
| 6       | Protektorat Saary | 1     | 0      | 0    | 1     |
| 7       | Francja           | 0     | 1      | 1    | 2     |
| 8       | Dania             | 0     | 0      | 1    | 1     |
| 8       | Norwegia          | 0     | 0      | 1    | 1     |
| 8       | Rumunia           | 0     | 0      | 1    | 1     |
|         | Razem             | 15    | 15     | 15   | 45    |